# Refugi dels Cortals de Sispony
Il refugi dels Cortals de Sispony è un rifugio alpino che si trova nella parrocchia di La Massana a 1.690 m d'altezza. 

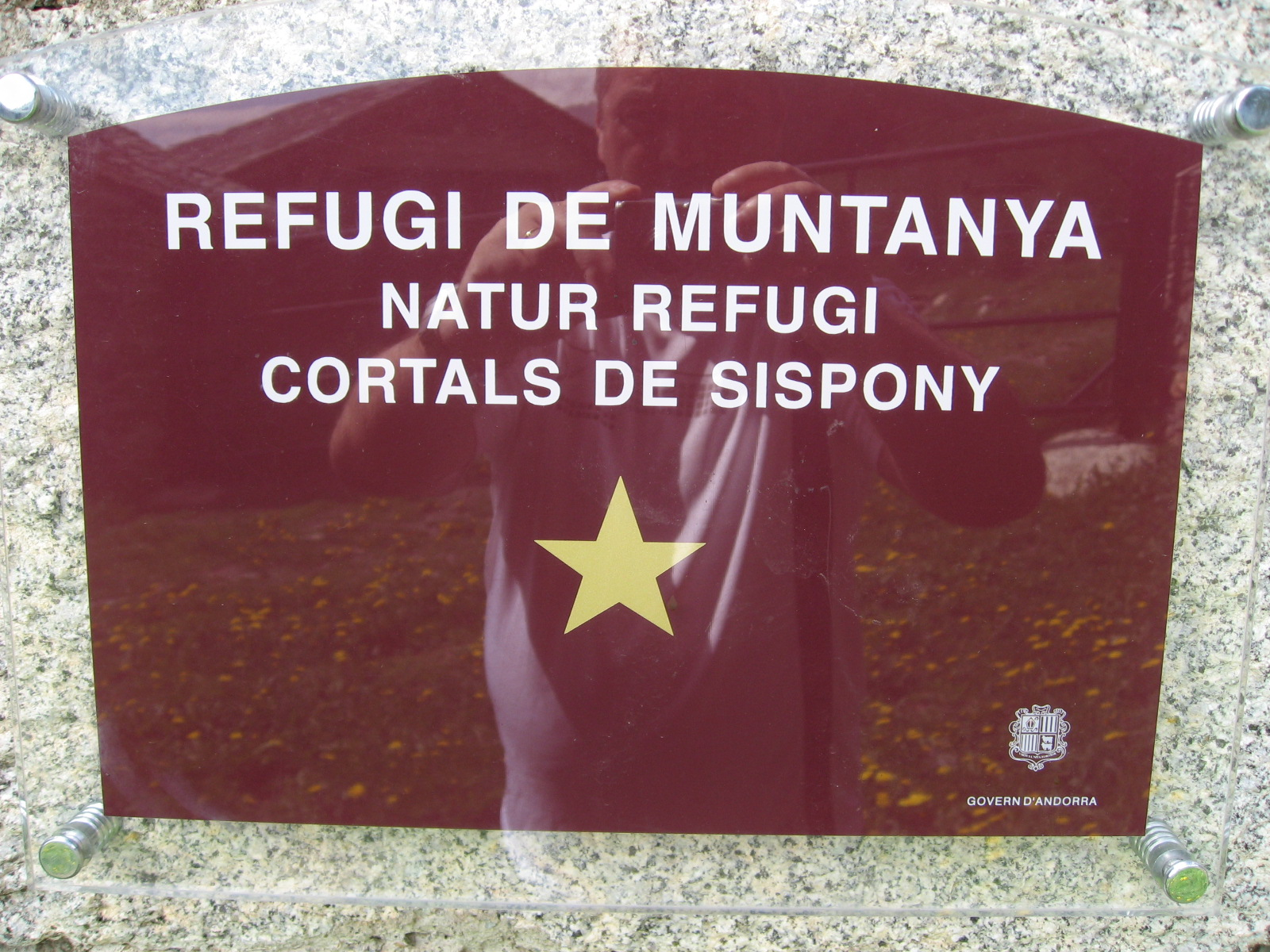
Placca all'esterno del rifugio.